# أنتونوف أن-74
أنتونوف أن-74 (بالإنجليزية: Antonov An-74)‏ هي طائرة نقل عسكري أنتجت في 1986 بأوكرانيا. من صناعة أنتونوف. تستخدم بشكل أساسي من قبل القوات الجوية الروسية. كان أول طيران لها في 1983. دخلت الخدمة في 1983، ومازالت في الخدمة حتى الآن. صنع منها 81 طائرة.

## المستخدمون
- القوات الجوية الروسية
- القوات الجوية المصرية
- القوات الجوية الإيرانية